# Вацлав Пшенічка
Вацлав Пшенічка (чеськ. Václav Pšenička, 26 жовтня 1906, Прага — 25 квітня 1961, Прага) — чехословацький важкоатлет, призер Олімпійських ігор і чемпіонату світу, чемпіон Європи.
Син — Вацлав Пшенічка-молодший, важкоатлет, призер чемпіонатів Європи.

## Біографічні дані
Вацлав Пшенічка у двадцять років став кращим важкоатлетом Чехословаччини у напівважкій вазі і 1928 року вперше взяв участь в Олімпійських іграх, на яких розділив четверте—п'яте місця.
1930 року Пшенічка перейшов до важкої вагової категорії.
На Олімпійських іграх 1932 Вацлав Пшенічка з загальним результатом важкоатлетичного триборства 377,5 кг став срібним призером, поступившись своєму співвітчизнику олімпійському чемпіону Ярославу Скобла лише 2,5 кг.
На чемпіонаті Європи 1934 Пшенічка з загальним результатом 385 кг став чемпіоном, випередивши олімпійського чемпіона 1928 Йозефа Штрассбергера (Німеччина) та майбутнього олімпійського чемпіона 1936 Йозефа Мангера (Німеччина).
На чемпіонаті Європи 1935 Пшенічка завоював бронзову медаль, поступившись Йозефу Мангеру і Рональду Вокеру (Велика Британія).
1936 року в Празі Вацлав Пшенічка встановив новий світовий рекорд у важкоатлетичному триборстві — 407,5 кг, але на Олімпійських іграх 1936 з результатом 402,5 кг був другим після Йозефа Мангера, який встановив новий світовий і олімпійський рекорд — 410 кг.
На чемпіонаті світу 1937 Пшенічка завоював срібну медаль, знов поступившись Йозефу Мангеру.

### Виступи на Олімпіадах
| Олімпіада         | Категорія     | Результат | Місце  |
| ----------------- | ------------- | --------- | ------ |
| Амстердам 1928    | до 82,5 кг    | 335 кг    | 5      |
| Лос-Анджелес 1932 | понад 82,5 кг | 377,5 кг  | Срібло |
| Берлін 1936       | понад 82,5 кг | 402,5 кг  | Срібло |